# Contactor

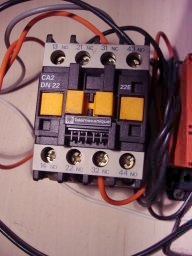
Contactor

Un contactor és un interruptor elèctric que s'obre o es tanca per l'acció d'un electroimant que porta integrat. És un dispositiu electromecànic que té per objectiu obrir o tancar el pas de corrent ja sigui en el circuit de potència o en el circuit de comandament, quan es dona tensió a la bobina de l'electroimant, amb la possibilitat de ser accionat a distància. Té dues posicions de funcionament: una estable o de repòs quan no rep cap acció per part del circuit de comandament, i una altra inestable quan rep aquesta acció. Aquest tipus de funcionament s'anomena de «tot o res». Es representat en la simbologia d'esquemes elèctrics, per les lletres KM seguides d'un número d'ordre.

## Commutació «tot o res»
Una commutació «tot o res» estableix o interromp l'alimentació dels receptors. Aquesta sol ser la funció dels contactors electromagnètics. En la majoria dels casos, el control a distància resulta imprescindible per a facilitar la utilització així com la tasca de l'operari que sol estar allunyat dels comandaments de control de potència. Com a norma general, aquest control ofereix informació sobre l'acció desenvolupada, que es pot visualitzar a través de pilots lluminosos o d'un segon dispositiu. Aquests circuits elèctrics complementaris anomenats "circuits d'esclavització i de senyalització" es realitzen mitjançant contactes auxiliars que s'incorporen als contactors, als contactors auxiliars o als relés d'automatisme, o ja estan inclosos en els blocs additius poden muntar-se als contactors i als contactors auxiliars. La commutació tot o res també pot realitzar-se amb relés i contactors estàtics. De la mateixa manera es pot integrar en aparells de funcions múltiples, com els disjuntors motors o els contactors disjuntors.

## Parts

### Carcassa
És el suport, fabricat en material no conductor, rígid i que suporta la calor no extrema, sobre el que es fixen tots els components conductors. A més és la presentació visual del contactor.

### Electroimant
És l'element motor del contactor, compost per una sèrie de dispositius, els més importants dels quals són el circuit magnètic i la bobina. Transforma l'energia elèctrica en magnetisme, generant així un camp magnètic molt intens, que provoca un moviment mecànic.

#### Bobina
La bobina crer un camp magnètic a l'interior del contactor que farà canviar d'estat els contactes elèctrics. És un enrotllament de filferro de coure molt prim amb un gran nombre d'espires, que en aplicar-li tensió genera un camp magnètic. Aquest al seu torn produeix un camp electromagnètic, superior al parell resistent de les molles, que a manera de ressorts, separen l'armadura del nucli, de manera que aquestes dues parts poden ajuntar-se estretament. Quan una bobina s'alimenta amb corrent altern la intensitat absorbida per aquesta, anomenat corrent de "llamada", és relativament elevat, perquè en el circuit només hi ha la resistència del conductor. Aquest corrent elevat genera un camp magnètic intens, de manera que el nucli pot atraure l'armadura i vèncer la resistència mecànica de la o molla que els manté separats en estat de repòs. Un cop el circuit magnètic es tanca, en ajuntar-se el nucli amb l'armadura, augmenta la impedància de la bobina, de manera que el corrent de trucada es redueix, obtenint així un corrent de manteniment o de treball més baix.

### Nucli
És una part metàl·lica, de material ferromagnètic, generalment en forma de E, que va fix a la carcassa Serveix per a concentrar i augmentar el flux magnètic que genera la bobina (col·locada a la columna central del nucli), per atraure amb més eficiència l'armadura.

### Espira d'ombra
Forma part del circuit magnètic, situat al nucli de la bobina, i crea un flux magnètic auxiliar desfasat 120° respecte al flux principal, capaç de mantenir l'armadura atreta pel nucli. Així evita sorolls i vibracions.

### Armadura
És un element mòbil, amb una construcció similar a la del nucli, però sense espires d'ombra. Tanca el circuit magnètic un cop energitzades les bobines, ja que ha d'estar separat del nucli, per acció d'una molla. Aquest espai de separació s'anomena cota de Llamada. La molla permet que, tant el tancament com l'obertura del circuit magnètic, es fan de forma molt ràpida, al voltant d'uns 10 mil·lisegons. Quan el parell resistent de la molla és més gran que el parell electromagnètic, el nucli no aconseguirà atraure l'armadura o ho farà amb molta dificultat. Per contra, si el parell resistent de la molla és massa feble, la separació de l'armadura no es produirà amb la rapidesa necessària.

Simbologia de pols (a dalt) i contactes auxiliars (a sota)

### Contactes
Són elements conductors que tenen per objecte establir o interrompre el pas de corrent quan la bobina s'energitza. Tot contacte està compost per tres conjunts d'elements:
- Dues parts fixes situades a la cuirassa i una part mòbil col·locada en l'armadura per a establir o interrompre el pas del corrent entre les parts fixes. El contacte mòbil porta l'esmentat ressort que garanteix la pressió i, per tant, la unió de les tres parts.
- Contactes principals o de potència per a establir o interrompre el circuit principal, aconseguint així que el corrent es transporti des de la xarxa a la càrrega. Simbologia: es referencien amb una sola xifra de l'1 al 6.
- Contactes auxiliars o de maniobra: són contactes la funció específica dels quals és permetre o interrompre el pas del corrent a les bobines dels contactors o els elements de senyalització, per la qual cosa estan dimensionats únicament per a intensitats molt petites. Els tipus més comuns són:
  - Instantanis: actuen tan aviat s'energitza la bobina del contactor, s'encarreguen d'obrir i tancar el circuit.
  - Temporitzats: actuen transcorregut un temps determinat des que s'energitza la bobina (temporitzats a la connexió) o des que es desenergitza la bobina (temporitzats a la desconnexió).
  - D'obertura lenta: el desplaçament i la velocitat del contacte mòbil és igual al de l'armadura.
  - D'obertura positiva: els contactes tancats i oberts no poden coincidir tancats en cap moment.

La simbologia dona dues xifres on la unitat indica:
1 i 2, contacte normalment tancats, NC.
3 i 4, contacte normalment oberts, NA.
5 i 6, contacte NC d'obertura temporitzada o de protecció.
7 i 8, contacte NA de tancament temporitzat o de protecció.
Per la seva banda, la xifra de les desenes indica el número d'ordre de cada contacte al contactor. En un costat s'indica a quin contactor pertany.

### Relé tèrmic
El relé tèrmic és un element de protecció que se situa en el circuit de potència, contra sobrecàrregues. El seu principi de funcionament es basa en la deformació de certs elements, bimetalls, sota l'efecte de la temperatura, per accionar, quan aquest arriba certs valors, uns contactes auxiliars que desactivin tot el circuit i energitzin al mateix temps un element de senyalització. El bimetall està format per dos metalls de diferent coeficient de dilatació i units fermament entre si, regularment mitjançant soldadura de punt. La calor necessària per a corbar o reflexionar la làmina bimetàl·lica és produïda per una resistència, enrotllada al voltant del bimetall, que està cobert amb asbest, a través de la qual circula el corrent que va de la xarxa al motor. Els bimetalls comencen a corbar-se quan el corrent sobrepassa el valor nominal per al qual han estat dimensionats, empenyent una placa de fibra fins que es produeix el canvi d'estat dels contactes auxiliars que porta. El temps de desconnexió depèn de la intensitat del corrent que circuli per les resistències.

### Ressort
És una molla encarregada de retornar els contactes a la posició de repòs un cop cessa el camp magnètic de les bobines.

## Funcionament
Els contactes principals es connecten al circuit que es vol governar. Assegurant l'establiment i tallada dels corrents principals i segons el nombre de vies de pas de corrent poden ser bipolar, tripolar, tetrapolar, etc. realitzant les maniobres simultàniament en totes les vies.
Els contactes auxiliars són de dues classes: oberts, NA, i tancats, NC. Aquests formen part del circuit auxiliar del contactor i asseguren les autoalimentacions, els comandaments, enclavaments de contactes i senyalitzacions en els equips d'automatisme.
Quan la bobina del contactor queda excitada per la circulació del corrent, aquesta mou el nucli en el seu interior i arrossega els contactes principals i auxiliars, establint a través dels pols el circuit entre la xarxa i el receptor. Aquest arrossegament o desplaçament pot ser:
- Per rotació, pivot sobre el seu eix.
- Per translació, lliscant paral·lelament a les parts fixes.
- Combinació de moviments, rotació i translació.

Quan la bobina deixa de ser alimentada, obre els contactes per efecte del ressort de pressió dels pols i del ressort de retorn de l'armadura mòbil. Si s'ha de governar des de diferents punts, els polsadors de marxa es connecten en paral·lel i el de parada en sèrie.
Exemple
Podem veure un exemple d'aplicació d'un contactor, per a connectar les sortides bifàsiques d'un generador, a l'esquema es poden veure dos circuits, el dels nivells 1, 2 i 3, de maniobra, on hi ha els polsadors de connexió i desconnexió, la bobina del contactor, el seu contacte auxiliar, i la font d'alimentació del circuit de maniobra.
En els nivells 4 i 5, de força, hi ha el generador bifàsic i els contactes del contactor que connecten o desconnecten les sortides.
El contactor de l'exemple té un contacte auxiliar per a  realimentar-lo, la bobina i dos contactes de força a la part inferior, esquematitzat en la línia blava a traços vertical.
El funcionament del mecanisme és el següent: mitjançant els polsadors Con. i Des. es connecta o desconnecta la bobina del contactor, al polsador Con., que està en paral·lel amb el contacte auxiliar, de manera que un cop la bobina excitada s'autoalimenta, i no és necessari que el polsador Con. segueixi premut.
Si es prem Des. es talla l'alimentació a la bobina, que es desexcita, desconnectant tant la seva realimentació pel contacte auxiliar, com la sortida del generador pels contactes de força.
Si es prem simultàniament Con. i Des. el contactor es desactiva, atès que Des. talla l'alimentació a la bobina, independentment de la posició de Con. o del contacte auxiliar.
Aquest mateix mecanisme pot utilitzar-se per a posar en marxa un motor, connectant o desconnectant el motor d'una font d'alimentació exterior, i que el nombre de contactes de força pot ser major.

## Classificació
- Per la construcció
  - contactors electromagnètics: el seu accionament es realitza a través d'un electroimant.
  - contactors electromecànics: s'accionen amb ajuda de mitjans mecànics.
  - contactors pneumàtics: s'accionen mitjançant la pressió d'aire.
  - contactors hidràulics: s'accionen per la pressió d'oli.
  - contactors estàtics: aquests contactors es construeixen a base de tiristors. Presenten alguns inconvenients com que el seu dimensionament ha de ser molt superior al necessari, la potència dissipada és molt gran, són molt sensibles als paràsits interns i té un corrent de fugida important. A més el seu cost és molt superior al d'un contactor electromecànic equivalent.

- Pel tipus de corrent que alimenta la bobina
  - Contactors per a corrent altern.
  - Contactors per a corrent continu.

- Per la categoria de servei: Les aplicacions dels contactors, en funció de la categoria de servei, són:
  - AC1 (cos φ> = 0,9): càrregues purament resistives per a calefacció elèctrica. Són per a condicions de servei lleugers de càrregues no inductives o dèbilment inductives, forns de resistència, làmpades d'incandescència, calefaccions elèctriques. No per a motors.
  - AC2 (cos φ = 0,6): motors síncrons (d'anells rozantes) per mescladores centrífugues.
  - AC3 (cos φ = 0,3): motors asíncrons (rotor gàbia d'esquirol) en servei continu per a aparells d'aire condicionat, compressors, ventiladors.
  - AC4 (cos φ = 0,3): motors asíncrons (rotor gàbia d'esquirol) en servei intermitent per a grues, ascensors.

## Criteris per a l'elecció d'un contactor
Aspectes a considerar:
- El tipus de corrent, la tensió d'alimentació de la bobina i la freqüència.
- La potència nominal de la càrrega.
- Si és per al circuit de potència o de comandament i el nombre de contactes auxiliars que necessita.
- Per a treballs silenciosos o amb freqüències de maniobra molt altes és recomanable l'ús de contactors estàtics o d'estat sòlid.

## Avantatges dels contactors
Els contactors presenten avantatges pel que fa als següents aspectes, pels quals es recomana la seva utilització: automatització en l'arrencada i aturada de motors, possibilitat de controlar completament una màquina, des de diversos punts de maniobra o estacions, es poden maniobrar circuits sotmesos a corrents molt alts, mitjançant corrents molt petits, seguretat per al personal tècnic, atès que les maniobres es realitzen des de punts allunyats del motor o un altre tipus de càrrega, i els corrents i tensions que es manipulen amb els aparells de comandament són o poden ser petits, control i automatització d'equips i màquines amb processos complexos, mitjançant l'ajuda d'aparells auxiliars (com interruptors de posició, detectors inductius, pressòstats, temporitzadors, etc.), i un estalvi de temps a l'hora de realitzar algunes maniobres.
A aquestes característiques cal afegir que el contactor:
- és molt robust i fiable, ja que no inclou mecanismes delicats.
- s'adapta amb rapidesa i facilitat a la tensió d'alimentació del circuit de control (canvi de bobina).
- facilita la distribució dels llocs de parada d'emergència i dels llocs esclaus, impedint que la màquina es posi en marxa sense que s'hagin pres totes les precaucions necessàries.
- protegeix el receptor contra les caigudes de tensió importants (obertura instantània per sota d'una tensió mínima).
- funciona tant en servei intermitent com en continu.